# Łopkajny
Łopkajny (deutsch Lopkeim) ist ein Ort in der polnischen Woiwodschaft Ermland-Masuren und gehört zur Gmina Gietrzwałd (Landgemeinde Dietrichswalde) im Powiat Olsztyński (Kreis Allenstein).

## Geographische Lage
Łopkajny liegt im Westen der Woiwodschaft Ermland-Masuren, 13 Kilometer nordöstlich der ehemaligen Kreisstadt Osterod ein Ostpreußen (polnisch Ostróda) bzw. 23 Kilometer westlich der heutigen Kreismetropole Olsztyn (deutsch Allenstein).

## Geschichte
Der nach 1346 Lobekayme, vor 1573 Lubbekeimen, vor 1630 Lubekein, vor 1785 Lapkeim und vor 1820 Lopkeim genannte kleine Ort war ursprünglich lediglich ein großer Hof und gehörte bis 1945 zur Gutsgemeinde Grasnitz (polnisch Grazymy) im Kreis Osterode in Ostpreußen.
Mit dem gesamten südlichen Ostpreußen wurde der Ort 1945 in Kriegsfolge an Polen überstellt und ist heute eine Siedlung innerhalb der Landgemeinde Gietrzwałd (Dietrichswalde) im Powiat Olsztyński (Kreis Allenstein), bis 1998 der Woiwodschaft Olsztyn, seither der Woiwodschaft Ermland-Masuren zugehörig.

## Kirche
Bis 1945 war Lopkeim in die evangelische Kirche Langgut (polnisch Łęguty) in der Kirchenprovinz Ostpreußen der Kirche der Altpreußischen Union sowie in die römisch-katholische Kirche Osterode in Ostpreußen (polnisch Ostróda) eingepfarrt. Heute gehört Łopkajny evangelischerseits auch zur Kirche Łęguty, die nun eine Filialkirche von Ostróda in der Diözese Masuren der Evangelisch-Augsburgischen Kirche in Polen ist, außerdem katholischerseits zur Pfarrei Biesal (Biessellen) im Erzbistum Ermland.

## Verkehr
Łopkajny liegt westlich der Woiwodschaftsstraße 531 und ist über den Abzweig Łęgucki Młyn (Mühle Langgut) zu erreichen. Ein Bahnanschluss besteht nicht.